# Base (exponenciación)
En funciones exponenciales, la base es el número b en una expresión de la forma bn.

## Términos relacionados
El número n se llama exponente y la expresión se conoce formalmente como exponenciación de grado n y de base b, o exponencial de grado n con base b. Se expresa más comúnmente como "la potencia n de b", "b elevado al exponente n" o "b elevado a la potencia n". Por ejemplo, la cuarta potencia de 10 es 10.000 porque 104 = 10 × 10 × 10 × 10 = 10,000. El término "potencia" o "exponencial" se refiere estrictamente a la expresión completa, pero a veces se utiliza para referirse al exponente.
La palabra base en aritmética también es el término tradicionalmente utilizado para expresar la cantidad que define el orden de magnitud en que se ve incrementada cada una de las cifras sucesivas que componen un número, como por ejemplo decimal (10), binaria (2), hexadecimal (16) o sexagesimal (60). Cuando se distinguieron los conceptos de variable y constante, se vio que el proceso de exponenciación trascendía a las funciones algebraicas.
En su obra de 1748 Introductio in analysin infinitorum, Leonhard Euler se refirió a "base a = 10" en un ejemplo. Se refirió a "a" como un "número constante" en una consideración extensa de la función F(z) = az.  A continuación, considera que z puede ser primero un número entero positivo, luego negativo, y por último una fracción o un número racional.: 155 

## Raíces
Cuando la potencia n de b es igual a un número a o aNCR. = bn, entonces b se denomina "nraíz enésima" de a. Por ejemplo, 10 es la raíz cuarta de 10.000. = 

## Logaritmos
La función inversa a la exponenciación con base b (cuando está bien definida) se llama logaritmo en base b, denotado como logb. De este modo:
logb a = n.
Por ejemplo, log10 10.000 = 4.